# Сателитска геодезија
Сателитска геодезија јесте дио геодезије гдје се помоћу вјештачких сателита врши мјерење облика и димензија Земље, положаја објеката на њеној површини и облика гравитационог поља Земље помоћу сателитских мјерних техника. Ова грана припада ширем пољу космичке геодезије . Традиционална астрономска геодезија обично се не сматра дијелом сателитске геодезије, иако постоји значајно преклапање између техника мјерења. ‍:2
Главни циљеви сателитске геодезије су:
1. Одређивање облика Земље, позиционирање и навигација (геометријска сателитска геодезија) [1]:3
2. Одређивање геоида, Земљиног гравитационог поља  и временских осцилација истог (динамичка сателитска геодезија [2] или сателитска физичка геодезија )
3. Мјерење геодинамичких појава, као што су динамика Земљине коре и поларно кретање [1]:4 [1]:1

Сателитски геодетски подаци и методе могу се примијенити на различита подручја као што су навигација, хидрографија, океанографија и геофизика . Сателитска геодезија се у великој мјери ослања на орбиталну механику, која служи за основу одређивања положаја сателита. Стога су механика и физика од изузетног значаја за геодетеске сателитске мјерне методе које су од круцијалног значаја за успотостављање тражене прецизности, како би биле упоредиве са терестричким методама.

## Историја

### Први кораци (1957-1970)
Сателитска геодезија почела је убрзо након лансирања Спутњика 1957. године. Запажања Истраживача 1 (Explorer 1) и Спутњика 2 1958. године омогућила су тачно одређивање спљоштености Земље на њеним половима.  Шездесетих година прошлог вијека лансирани су Доплер сателит Трансит-1Б и балонски сателити Echo 1, Еcho 2 и PAGEOS . Први намјенски геодетски сателит била је ANNA-1B, заједнички напор НАСА-е, Министарства одбране и других цивилних агенција САД-а. ‍:51 ANNA-1B је носила први од инструмената америчке војске SECOR (Sequential Collation of Range - секвенцијална обрада података одређеног домета) . Ове мисије су довеле до тачног одређивања водећих сферних хармонијских коефицијената геопотенцијала, општег облика геоида и повезале свјетске геодетске датуме. 
Совјетски војни сателити предузели су геодетске мисије како би помогли у циљању балистичких ракета великог домета крајем 1960 -их и почетком 1970 -их.

### Период корачања ка успостави Свјетског геодетског система (1970-1990)
Посматрања сателита седамдесетих година прошлог вијека преко свјетских триангулационих мрежа омогућила су успостављање Свјетског геодетског система, што је означило коначну побједу сателитских геодетских техника и увело овакве методе мјерења у конвенционалне технике у геодезији. Развој ГПС -а у Сједињеним Америчким Државама осамдесетих омогућио је прецизну навигацију и позиционирање, те је постао стандардни алат у геодезији. Осамдесетих и деведесетих година сателитска геодезија почела се користити за праћење геодинамичких појава, попут кретања Земљине коре, ротације Земље и поларног кретања .

### Модерно доба (1990-данас)
Деведесете су биле фокусиране на успоставу и развој стабилних геодетских мрежа и референтних оквира. :7 Намјенски сателити су лансирани за мјерење Земљиног гравитационог поља 2000-их , као што су CHAMP, GRACE и GOCE :2

## Технике мјерења
Технике сателитске геодезије могу се класификовати према платформи инструмената, гдје сателит може:
1. бити опажан од стране инструмената на површини Земље ( методе Земља-свемир ),
2. носити инструмент или сензор као дио на сателиту (служити као платформа) за посматрање Земље ( методе свемир-земља ),
3. или користити своје инструменте за праћење другог сателита ( методе свемир-свемир ). [1]:6

### Методе Земља-свемир (сателитско праћење)

#### Технике мјерење путем радио таласа
Глобални навигациони сателитски системи користе као основу свог функционисања позиционирање путем радио таласа, путем којег се могу лоцирати пријемник на површини Земље или у њеној близини. Најистакнутији систем ГНСС-а, ГПС, састоји се од констелације 31 сателита (од децембра 2013) у високим, 12-часовним кружним орбитама, распоређеним у шест равни са нагибом (инклинацијом) од 55 °. Принцип одређивања положаја мјерене тачке путем ГПС-а заснива се на трилатерацији . Сваки сателит преноси прецизну ефемериду са информацијама о свом положају и навигационом поруком која садржи тачно вријеме одашиљања сигнала. Пријемник упоређује ово вријеме преноса са сопственим сатом у тренутку пријема и множи разлику са брзином светлости да би добио " псеудодужину ". Минимално су потребне четири псеудодужине за добијање прецизног времена и положаја пријемника (три координате X,Y,Z и и вријеме t).
У геодезији се ГНСС користи као економичан алат за геодетско снимање и врло је практичан за мноштво геодетских мјерења. Такође се користи за праћење ротације Земље, поларног кретања и динамике коре. Присуство ГПС сигнала у свемиру га такође чини погодним за одређивање орбите и праћење од сателита до сателита. Али колико год је ГНСС погодан за добијање прецизног положаја, толико је тешко добити тачност који могу остварити остале терестричке методе мјерења и по тачности је упоредив са тачношћу фотограметријских производа.
Примјери: ГПС, ГЛОНАСС, Галилео

##### Доплер технике
Доплерово позиционирање укључује снимање Доплеровог помака радио сигнала стабилне фреквенције емитоване са сателита док се сателит приближава и удаљава од посматрача. Уочена фреквенција зависи од радијалне брзине сателита у односу на посматрача, што је ограничено орбиталном механиком . Ако посматрач познаје орбиту сателита, снимање Доплеровог профила одређује положај посматрача. Насупрот томе, ако је положај посматрача тачно познат, тада се орбита сателита може одредити и користити за проучавање Земљине теже. У ДОРИС -у земаљска станица емитује сигнал, а сателит прима исти.
Примјери: Трансит, ДОРИС, Аргос

#### Оптичка триангулација
У оптичкој триангулацији, сателит се може користити као веома висока мета за триангулацију и може се користити за утврђивање геометријског односа између више посматрачких станица. Оптичка триангулација са камерама BC-4, PC-1000, MOTS, или Baker Nunn  састојала се од фотографских осматрања сателита или трепћућег светла на сателиту на позадини звједаног неба. Звијезде, чији су положаји били тачно одређени, пружили су оквир на фотографској плочи или филму за одређивање прецизних праваца од камере до сателита. Системи камера зависе од временских услова и то је један од главних разлога зашто су до 1980 -их престали са употребом. :51 Стога можемо закључити да је ово тренутно напуштена метода сателитске геодезије.

#### Даљиномјери
У сателитским даљиномјерима путем ласера (SLR - Satellite Laser Ranging), глобална мрежа осматрачких станица мјери вријеме повратног таласа ултракратких свјетлосних импулса до сателита опремљених ретрорефлекторима . Ово пружа тренутна мјерења у домету прецизности на милиметарском нивоу која се могу објединити да би се обезбједили тачни параметри орбите сателита, параметри гравитационог поља (добијених помоћу одступања кретања сателита од идеалне орбите), параметри ротације Земље, деформације и флуктуације Земљине коре и океана током плиме и осеке, координате и векторске брзине сателитских ласерских даљиномјерских станица и други значајни геодетски подаци. Мјерење сателитским ласерским даљиномјером је доказана геодетска техника са значајним потенцијалом за  допринос научним студијама система Земља/атмосфера/океани. То је најтачнија техника која је тренутно доступна за одређивање геоцентричног положаја Земљиног сателита, омогућавајући прецизну калибрацију радарских висиномера и одређивање дугорочних претурбација инструмената од секуларних промјена у топографији површине океана . Сателитски ласерски даљиномјери доприносе одређивању међународних земаљских референтних оквира пружајући информације о размјеру и поријеклу референтног оквира, то јесте координате геоцентра, те успостављању и праћењу геодетских датума.
Примјер: ЛАГЕОС

### Методе свемир-Земља

#### Алтиметрија
Сателитске мисије попут  Seasat-a (1978) и ТОПЕКС/Посеидон-a(1992-2006) користиле су радарске висиномјере на двије одвијене путање за мјерење висине Земљине површине (мора, леднка и копнених маса) са свемирске летјелице . Jason-1 почео је 2001. године, Jason-2 2008. и Jason-3 у јануару 2016. године. Мјерења поменутим мисијама, обједињена са орбиталним елементима (вјероватно упареним са ГПС -ом), омогућава одређивање терена . Две различите таласне дужине радио таласа дозвољавају висиномјеру да аутоматски коригује различита кашњења у јоносфери .
Радарски алтиметри који користе сателите као платформе  показали су се као врхунски алати за картирање топографије океанске површи, или тачније речено, за дефинисање одступања морске површи од геометријске апроксимације. Такви инструменти шаљу микроталасни импулс према површини океана и биљежи вријеме потребно за повратак посланог сигнала. Микроталасни радиометар поправвња кашњење које може бити узроковано воденом паром у атмосфери. Ту се укључују и друге корекције које су потребне како би се израчуната висина поправила и повећала тачност, а те попракве су за утицај електрона у јоносфери и суве ваздушне масе атмосфере. Комбиновањем ових података са прецизном локацијом сателита могуће је одредити висину површине мора са центиметарском тачношћу. Јачина и облик повратног сигнала такође пружају информације о брзини ветра и висини океанских таласа. Ови подаци се користе у моделима океана за израчунавање брзине и смјера океанских струја и количине и локације топлоте ускладиштене у океану, што заузврат открива глобалне климатске варијације .

##### Ласерска алтиметрија
Ласерски алтиметар користи заокружени и зашиљени сноп свјетлости на оптичким или инфрацрвеним таласним дужинама. Овакава техника користе се за одређивање висине мјерног сателита или, обратно топографије тла.

##### Радарска алтиметрија
Радарски висиномјер користи заокружени сноп свјетлости који се простире много шире од снопа ласерског висиномјера и користи микроталасне импулсе. Са сателита се одашиље импулс и висина се добија множењем брзине путовања таласа са пола забиљеженог времена од момента слања и примања микроталасног сигнала. Са ове висине уклањају се локални површински ефекти, попут плиме и осеке, вјетрова и струја да би се добила висина сателита изнад геоида. Са прецизном ефемеридом доступном за сателит, геоцентрични положај и елипсоидна висина сателита доступни су за било које вријеме посматрања. Тада је могуће израчунати висину геоида одузимањем измјерене висине од елипсоидне висине. Ово омогућава директно мерење геоида, пошто површина океана помно прати геоид. :64 Разлика између површине океана и стварног геоида даје топографију површине океана .

#### Интерферометријски радар са синтетичким отвором (InSAR)
Интерферометријски радар са синтетичким отвором (InSAR - Interferometric synthetic aperture radar) је радарска техника која се користи у геодезији и даљинском детекцији . Наведена геодетска метода користи два или више радарских снимака са синтетичким отвором бленде (САР) за стварање карата површинске деформације или дигиталне елевације, користећи разлике у фази таласа који се враћају на сателит, што значи да се оцјењује Доплеров ефекат. Наведена техника може потенцијално мјерити деформације у центиметрској тачности током читавог дана (независно од облачности и освјетљења) у години. Примјењује се за геофизичко праћење природних опасности, на примјер земљотреса, вулкана и клизишта, као и за грађевинско инжењерство, посебно за праћење слијегања и стабилности конструкције.

### Методе простор-свемир

#### Гравитациона градиометрија
Гравитациони градиометар може независно одредити компоненте гравитационог вектора у реалном времену. Градиент гравитације је  просторни извод гравитационог вектора. Градијент се може посматрати кроз брзину промјене компоненти вектора гравитације мјерене на малој међусобној удаљености унутар сателита. Стога се градијент може мјерити одређивањем разлике гравитације у две блиске, али просторно удаљене тачке. Овај принцип је остварен у неколико новијих инструмената са покретном базом. Градијент гравитације у заданој тачки је тензор, како је он извод сваке компоненте вектора гравитације узете у свакој координатној оси. Према томе вриједност било које компоненте вектора гравитације може бити позната дуж цијеле путање сателита ако су гравитациони градиометри укључени у систем и њихови мјерени подаци се интегришу у системски рачунар. :71
Примјер: GOCE

#### Праћење сателит-сателит
Наведена техника користи сателите за праћење других сателита који при лету одржавају константан размак. Постоји низ варијација које се могу користити за посебне сврхе, попут истраживања гравитационог поља и побољшања орбите.
- Сателит на великој надморској висини може да се користи као релеј за земаљске станица за праћење сателита мале орбиталне висине . На овај начин сателити на малој надморској висини могу се бити проматрани и када нису доступни земаљским станицама. У овој врсти праћења, сигнал генерисан од станице за праћење прима релејни сателит и затим се поново преноси на сателит на нижој надморској висини. Овај сигнал се затим истим путем враћа на земаљску станицу.
- Два остала сателита на малој надморској висини могу пратити један другог посматрајући међусобне орбиталне варијације узроковане неправилностима гравитационог поља. Најбољи пример за то је GRACE .
- Неколико сателита на великој надморској висини са тачно познатим орбитама, попут ГПС сателита, може се користити за фиксирање положаја сателита на малој надморској висини.

Пример: GRACE

##### ГНССпраћење
Примјери: CHAMP